# Carola Dombeck
Carola Dombeck född den 25 juni 1960 i Merseburg, Tyskland, är en östtysk gymnast.
Hon tog OS-brons i lagmångkampen och OS-silver i hopp i samband med de olympiska gymnastiktävlingarna 1976 i Montréal.